# Marcel Gerritsen
Marcel Gerritsen (né le 6 janvier 1967 à Amersfoort) est un cycliste néerlandais, spécialiste du VTT cross-country, il est vice-champion du monde en 1993.

## Palmarès en VTT cross-country

### Championnats du monde
- Métabief 1992
  - 10e du cross-country
- Métabief 1993
  -  Médaillé d'argent du cross-country

### Championnats d'Europe
- Klosters 1993
  - 9e du cross-country
- Špindlerův Mlýn 1995
  - 7e du cross-country

### Championnats des Pays-Bas
- 1995
  - 2e du championnat des Pays-Bas de cross-country

### Autres
- 1992
  - 2e de Groesbeek
- 1996
  - MTB Beach Challenge

## Palmarès en cyclo-cross
- 1983
  - 3e du championnat des Pays-Bas de cyclo-cross cadets
- 1985
  - 2e du championnat des Pays-Bas de cyclo-cross juniors
  - 9e du championnat du monde de cyclo-cross juniors
- 1989
  - Leudelange
- 1991
  - 4e du championnat du monde de cyclo-cross espoirs
- 1997
  - Amersfoort

## Palmarès sur route
- 1987
  - 2e du Tour de Gelderland
- 1992
  - 2e de la Flèche flamande